# Joshua Desvers Vautour
Joshua Desvers Vautour, de son nom de famille Josué Nsiala Zin'kembo, né le 07 juin est un auteur congolais, journaliste de presse écrite et Directeur de la rédaction du magazine culturel Kongo,,.

## Biographie
Joshua vautour sort diplômé d’État congolais dans une école conventionnée protestante de Kinshasa. En juin 2022, il cofonde avec Jean-marie Dru, Kongo Magazine où il initie  une campagne de lecture territoriale, et mène son combat de réincarner les valeurs culturelles africaines ainsi que de promouvoir les jeunes talents africains et leurs Œuvres. Un an après la création de Kongo Magazine, Joshua Desvers Vautour initie La rentrée Magazinaire de Kinshasa, toujours pour le but de célébrer la culture,.   

## Œuvre
L'Eau Des Fleurs ( Poésie ),,

## Récompenses
- Prix Rosa Blanca[1]
- Cinquième Prix immaculée 2022[1]
- Prix Jeune Page d'espoir[7]
- Prix de l'employé du mois[7]
- Congo Awards 2023 ( "Prix de l'initiative de l'année" )[13]